# Alan Mulally
Alan Roger Mulally (Oakland, 4 agosto 1945) è un manager, ingegnere e imprenditore statunitense, noto per essere stato presidente e amministratore delegato di Boeing Commercial Airplanes dal 1998 al 2006 e con le medesime cariche successivamente alla Ford Motor Company dal 2006 al 2014.

## Carriera

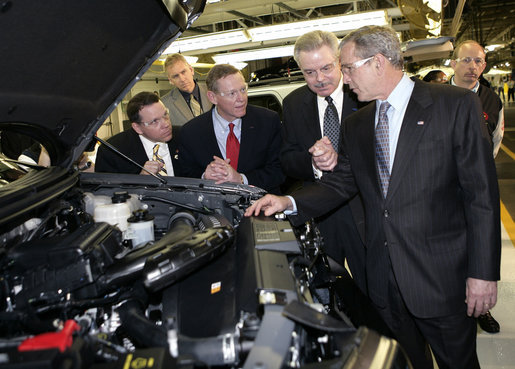
Alan Mulally con il presidente George Bush

Ha iniziato la sua carriera alla Boeing come ingegnere nel 1969, dove ha avuto il merito di risanare l'azienda a metà degli anni 2000 che versava in gravi difficoltà e di portarlo a livello concorrenziale con la Airbus. Inoltre è noto per aver salvato la Ford dal fallimento durante la Grande Recessione, senza l'ausilio di aiuti esterni o fondi statali come invece hanno fatto le dirette concorrenti General Motors e Chrysler. Il lavoro di Mulally alla Ford viene raccontato nel libro American Icon: Alan Mulally and the Fight to Save Ford Motor Company' di Bryce G. Hoffman, pubblicato nel 2012. Il 15 luglio 2014 è stato nominato membro del consiglio di amministrazione di Google.
Nel 2015, Mulally è stato inserito nella International Air & Space Hall of Fame presso il San Diego Air & Space Museum.

## Riconoscimenti
- Volante d'Oro 2011[7][8]